# Minakata Kumagusu

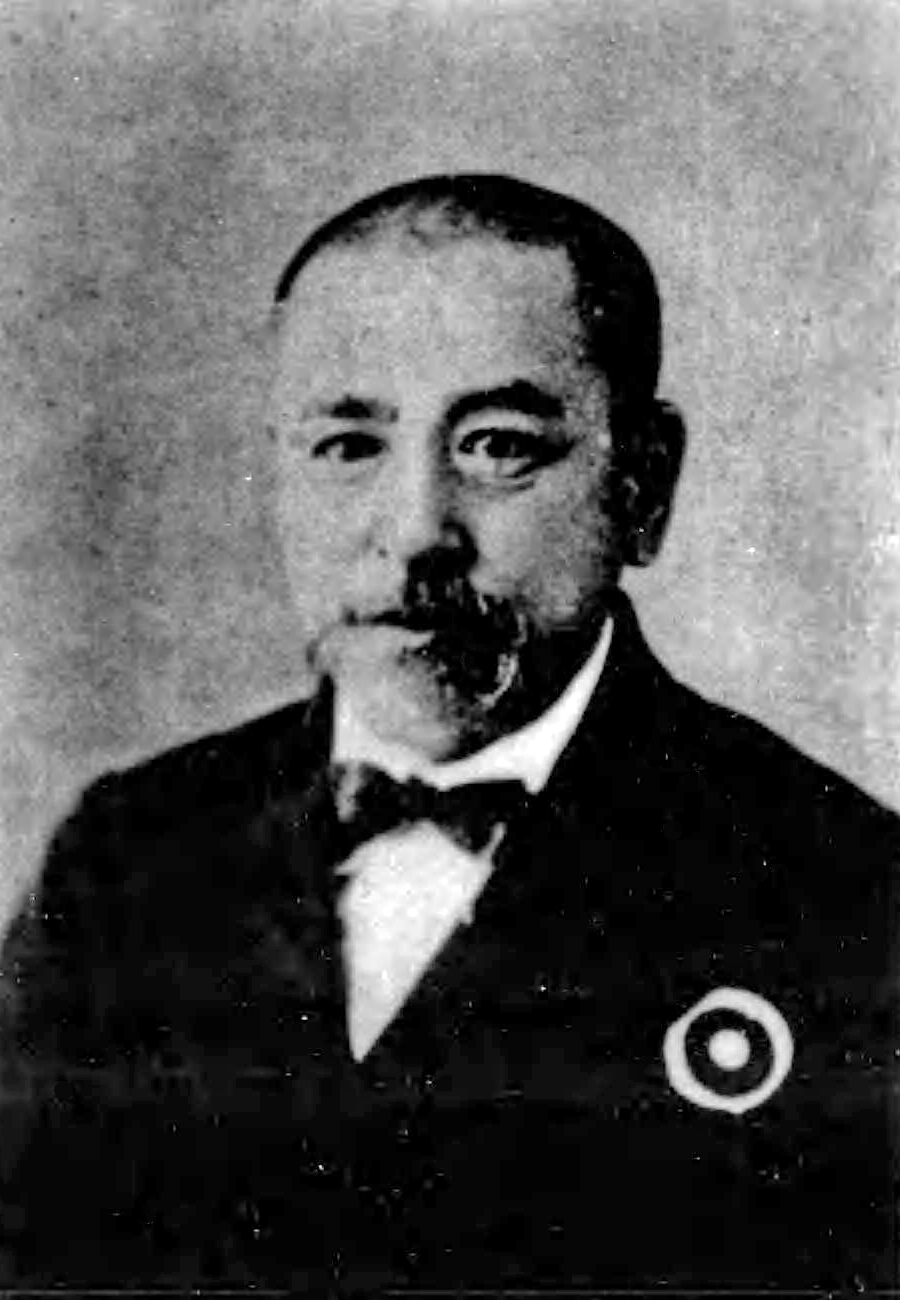
Minakata Kumagusu

Minakata Kumagusu (japanisch 南方 熊楠; geb. 18. Mai 1867 in Wakayama (Provinz Kii); gest. 29. Dezember 1941 in Tanabe) war ein japanischer Biologe, Ethnologe und Folklorist.

## Leben und Werk
Minakata Kumagusu zeigte schon als Kind wissenschaftliche Begabung, kopierte botanische Lehrbücher. Nach Abschluss der Mittelschule in Wakayama ging er nach Tōkyō. Dort besuchte er die „Vorbereitungsschule für die Universität“ (大学予備門, Daigaku yobimon), die Vorläufereinrichtung der „1. Oberschule alter Art“ (第一高等学校, Daiichi kōtō gakkō), verließ diese aber krankheitshalber ohne Abschluss. Er verbrachte die nächsten fünfzehn Jahre in England und in den USA. Dort bildete er sich im Eigenstudium in Geistes- und Naturwissenschaften weiter.
Minakata war versiert in mehreren westlichen Sprachen, beschäftigte sich mit den japanischen Klassikern, mit Folklore und Archäologie. Im Laufe seiner wissenschaftlichen Forschungen entdeckte Minakata mehrere Typen von Pilzen und Schleimpilzen. Er schrieb viele Artikel für die englische Zeitschrift „Nature“ und unterstützte Frederick Victor Dickins (1838–1915) bei der Übersetzung des Hōjōki, einem japanischen Werk aus 13. Jahrhundert, ins Englische.
Als die japanische Regierung verstärkt den staatlichen Shintō vorantreiben wollte und die Haine von dörflichen Schreinen zu zerstören begann, setzte sich Minakata ab 1907 vehement für die Erhaltung ein. Er trug das auch dem Shōwa-Tennō vor, als dieser 1929 Kashima (神島) in der Tanabe-Bucht (田辺湾) besuchte.
Nach 1910, als die japanischen Studien zur einheimischen Folklore dank der Arbeiten von Yanagita Kunio ihren Aufschwung nahmen, hatte auch Minakata beträchtlichen Einfluss auf diesen Themenkreis, indem er hunderte Artikel in Folklore- und anderen Magazinen veröffentlichte. Sein bekanntestes Werk ist die Serie „Jūnishi kō“ (十二支考) – „Gedanken zu den zwölf Erdzweigen“, die von 1914 bis 1923 erschien.
In Shirahama (白浜町) im Süden der Präfektur Wakayama befindet sich das „Minakata-Kumagusu-Gedächtnismuseum“ (南方熊楠記念館).
Der Asteroid (6160) Minakata wurde nach ihm benannt.